# Abissa
L'Abissa (ou Abyssa) est une fête traditionnelle du peuple Nzema pour célébrer la nouvelle année se déroulant dans les villes de Grand-Bassam,  Tiapoum ainsi que les villages de Nouamou , N'guiémé et Eboinda en Côte d'Ivoire. Elle se déroule dans la période d'octobre et novembre.

## Histoire

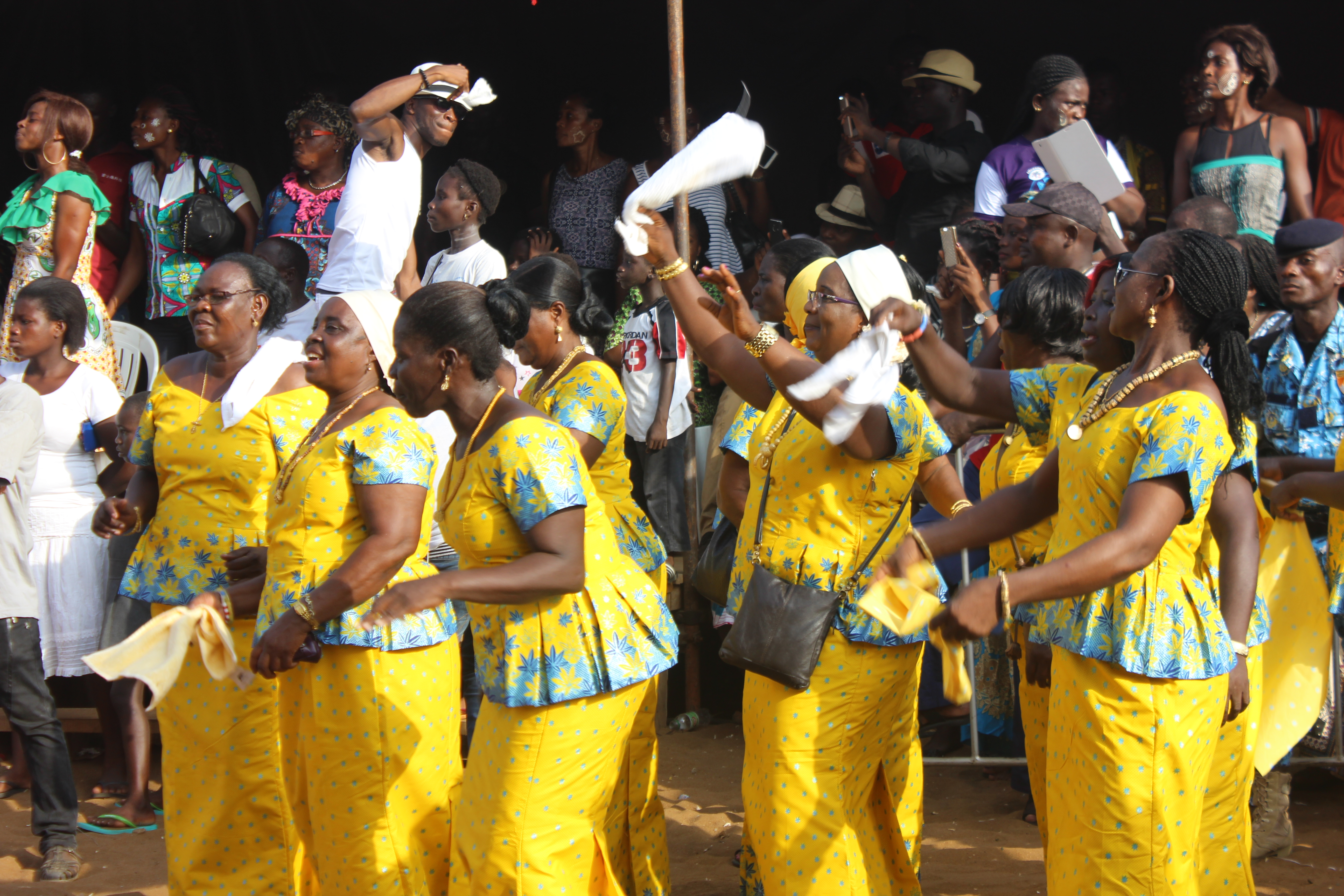
Femmes dansant à Abissa 2016.

La fête traditionnelle Abissa existe depuis les années 1800. À l'origine l'Abissa était le « Koudoum » qui consistait à faire des sacrifices mystiques. Elle a pris le nom de « l'Abissadjë » devenu par diminutif Abissa qui signifie « prévu pour demander aux amis de venir en aide ».
L'Abissa était orchestrée par la famille N'vavilé des N'Zima  composée des Ahantans de Takoradi et les Appolos de Bégnry eux-mêmes constitués des Evawlê, des Djômôlô, des Elêbrê, des Adouvlais et des Adjoufoulê. Elle se fait par rotation et par relais entre les différents sous-groupes Nzema en Côte d'Ivoire et au Ghana. 
Les Nzema Evawlê du Ghana commencent en premier ensuite vient celui des Djômôlô, des Elêbrê et des Ahantan. Lorsqu'ils finissent, ils lancent le flambeau en Côte d'Ivoire et c'est les Adouvlais de la région de Tiapoum qui le reçoivent, puis, le relais est passé aux Adjoufoulê de Grand-Bassam. Cette alliance existe entre ces peuples depuis plus de deux siècles.

## Fête traditionnelle culturelle
Chaque année, entre fin août et début décembre, durant une semaine, les Nzema se retrouvent. Les familles profitent de ces rencontres autour du roi et du tambour « Edo N’gbolé » pour formuler des vœux afin d’inciter les notables à mieux gérer l'économie.

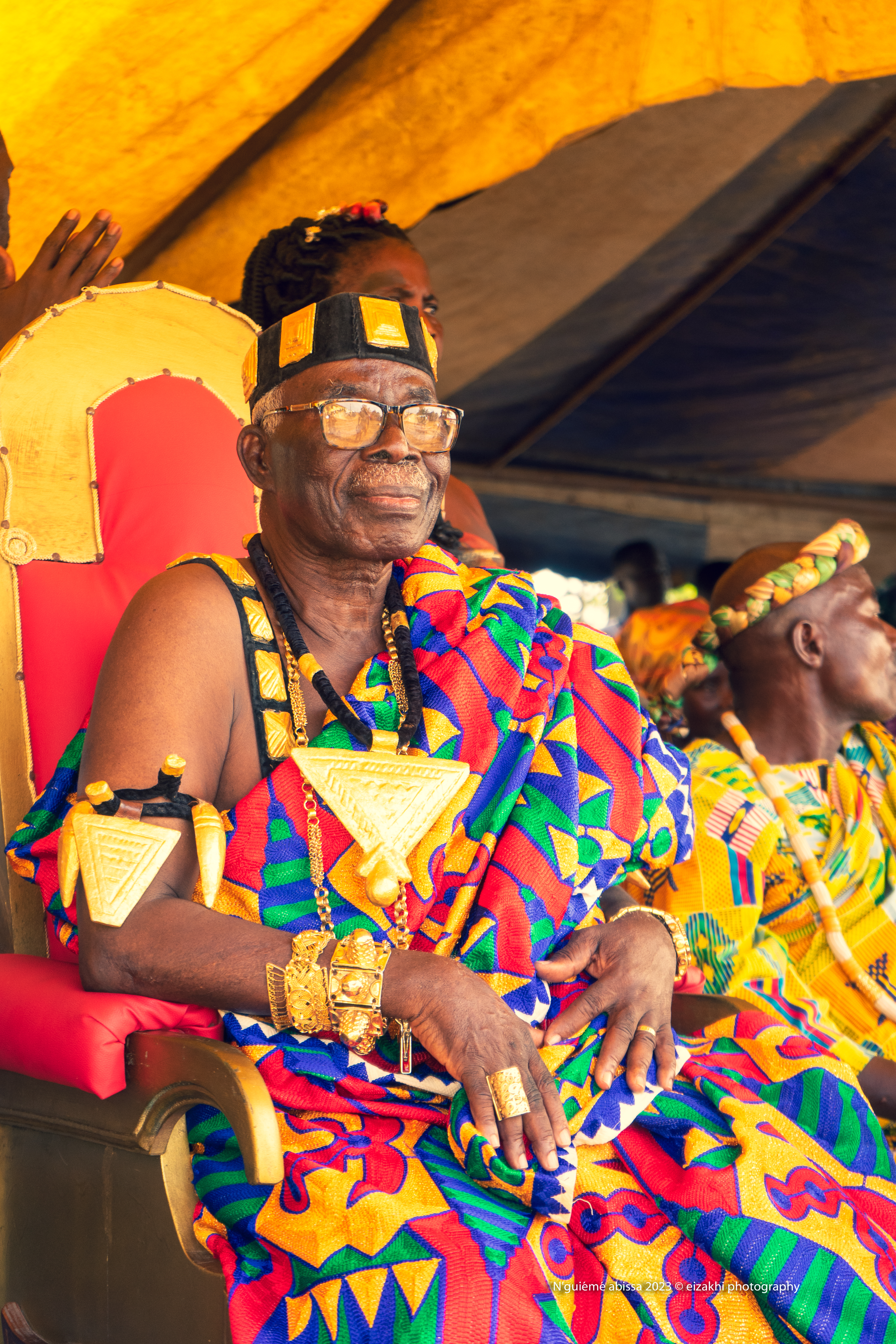
Chef du village N'guiémé

L’Abissa attire chaque année des milliers de visiteurs,.

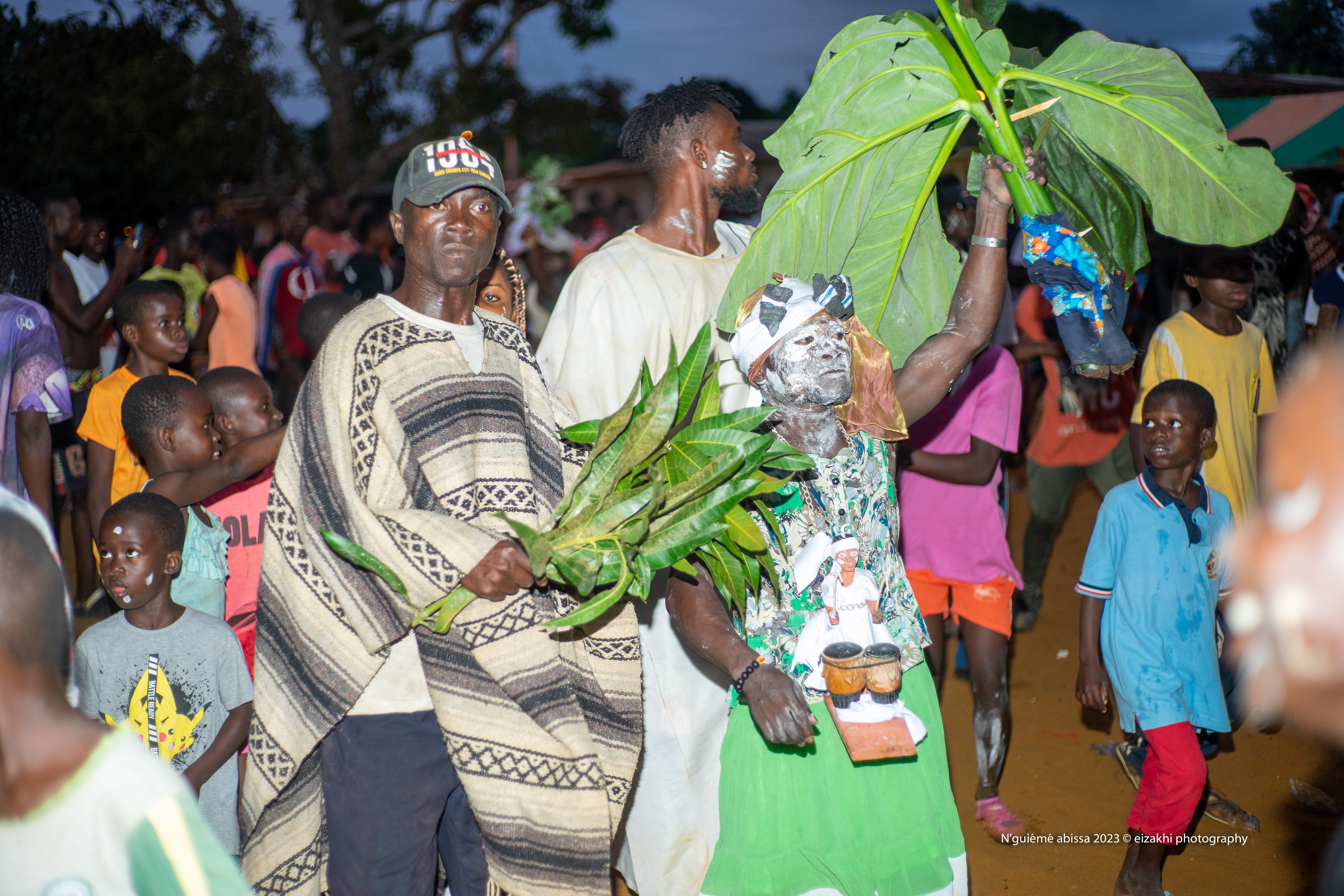
Abissa Originel de N'guiémé

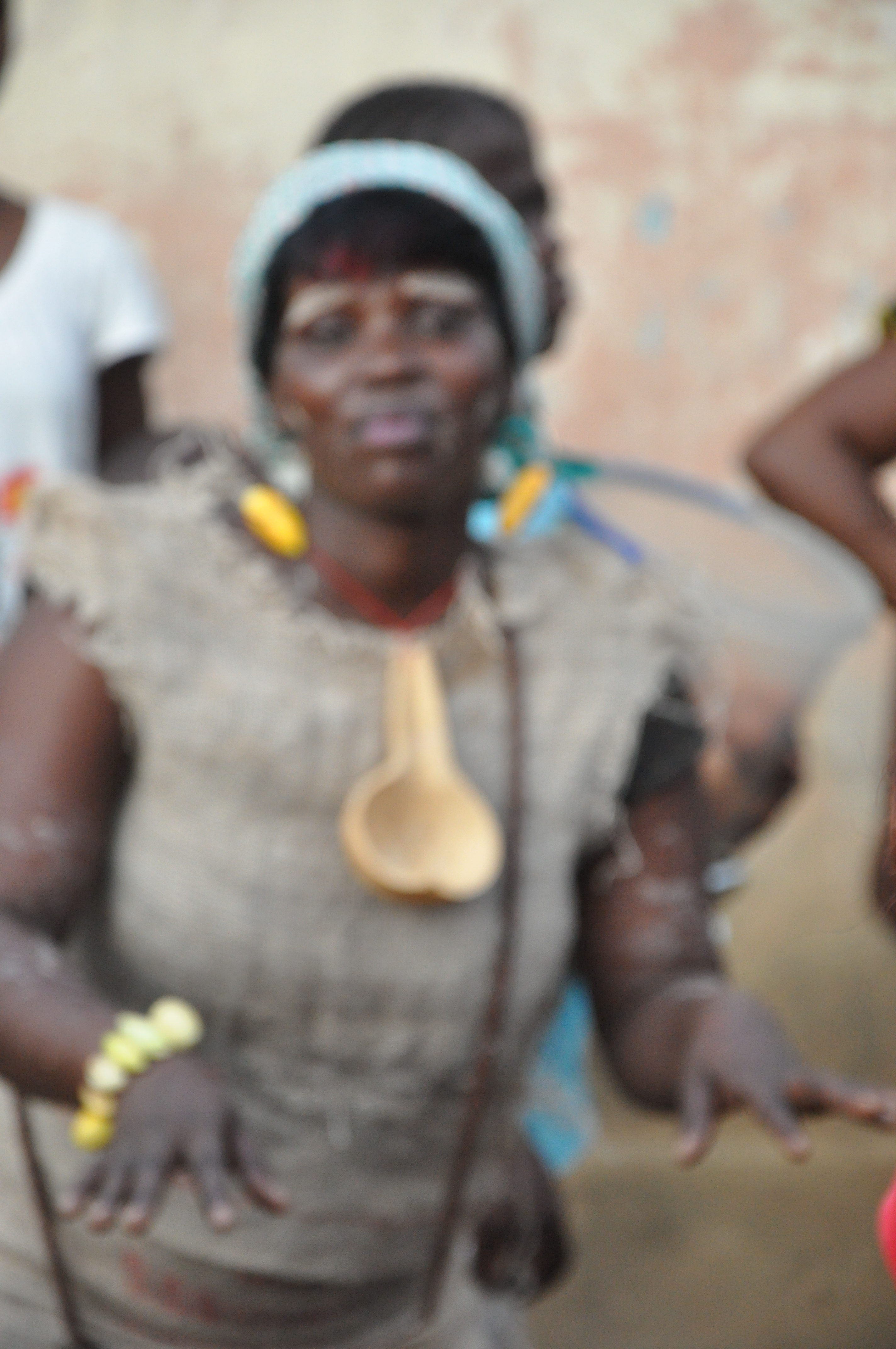
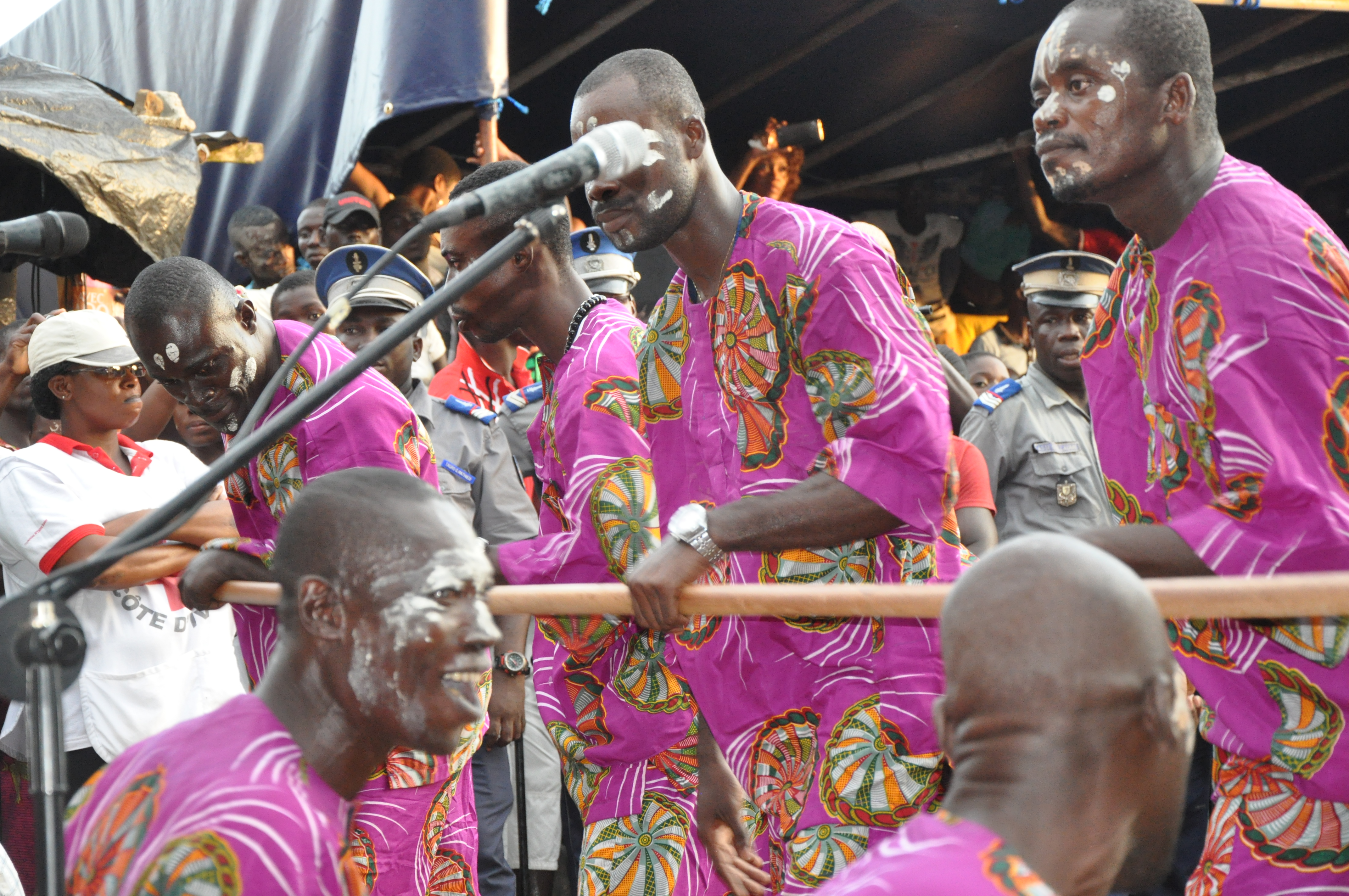
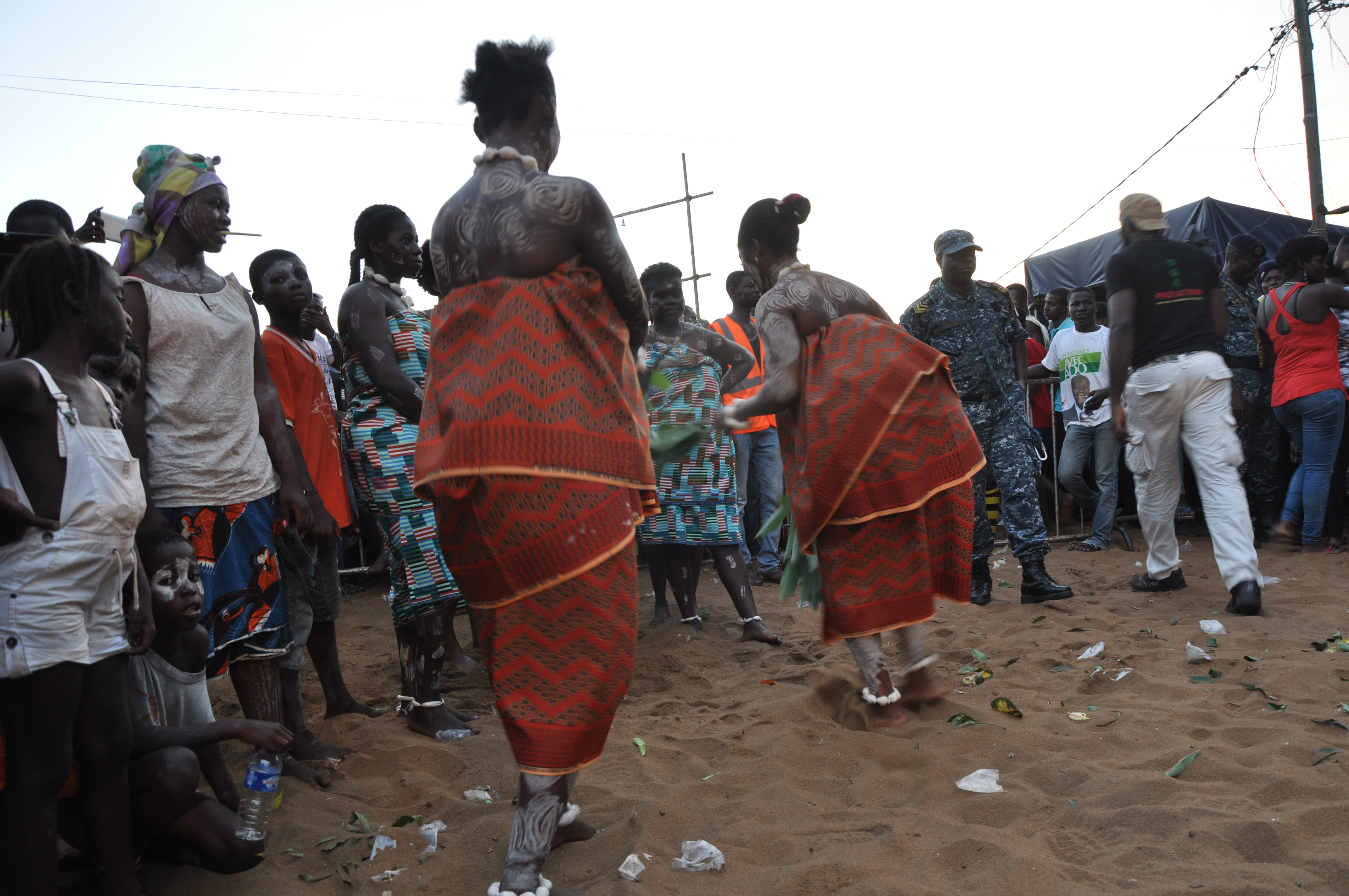
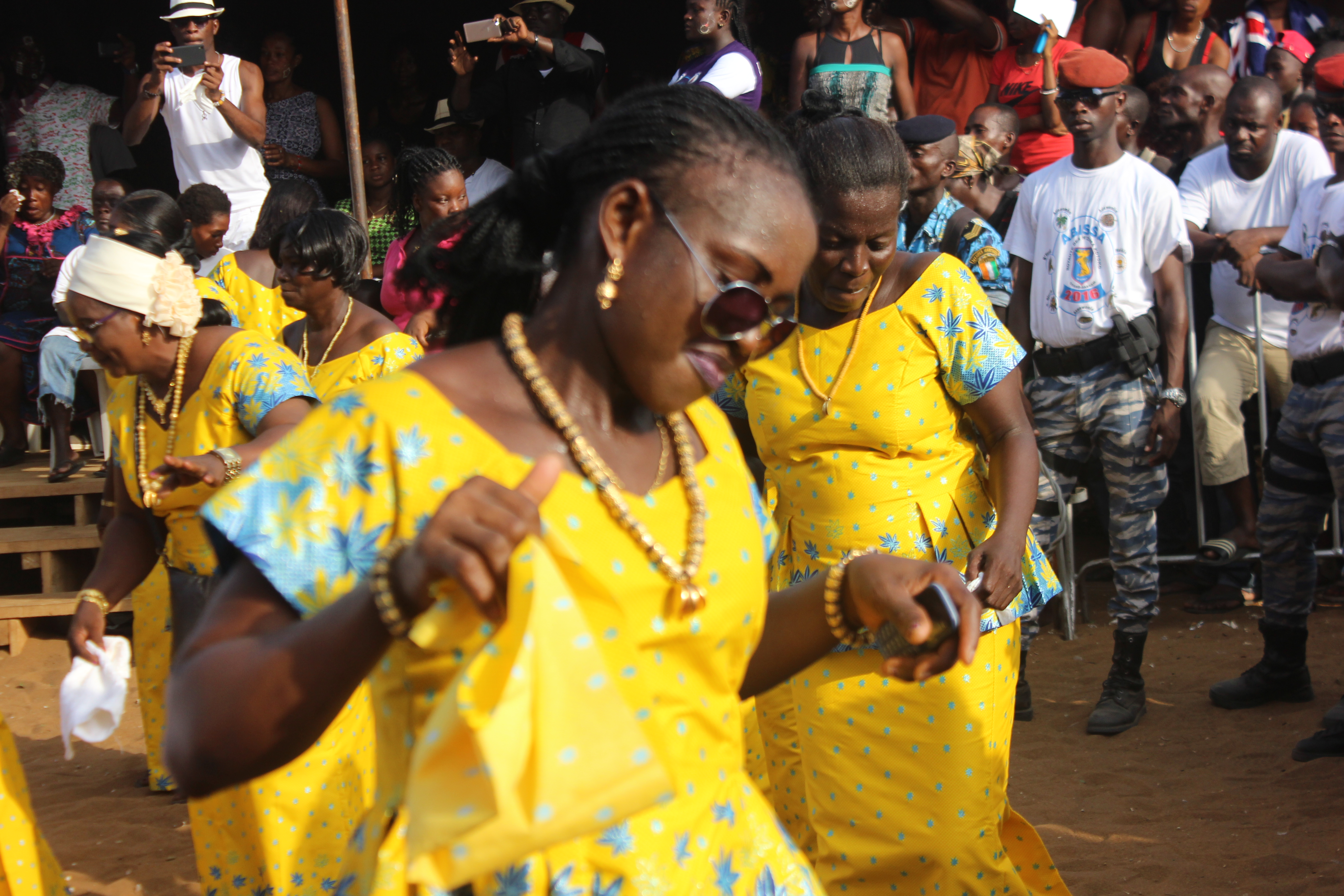
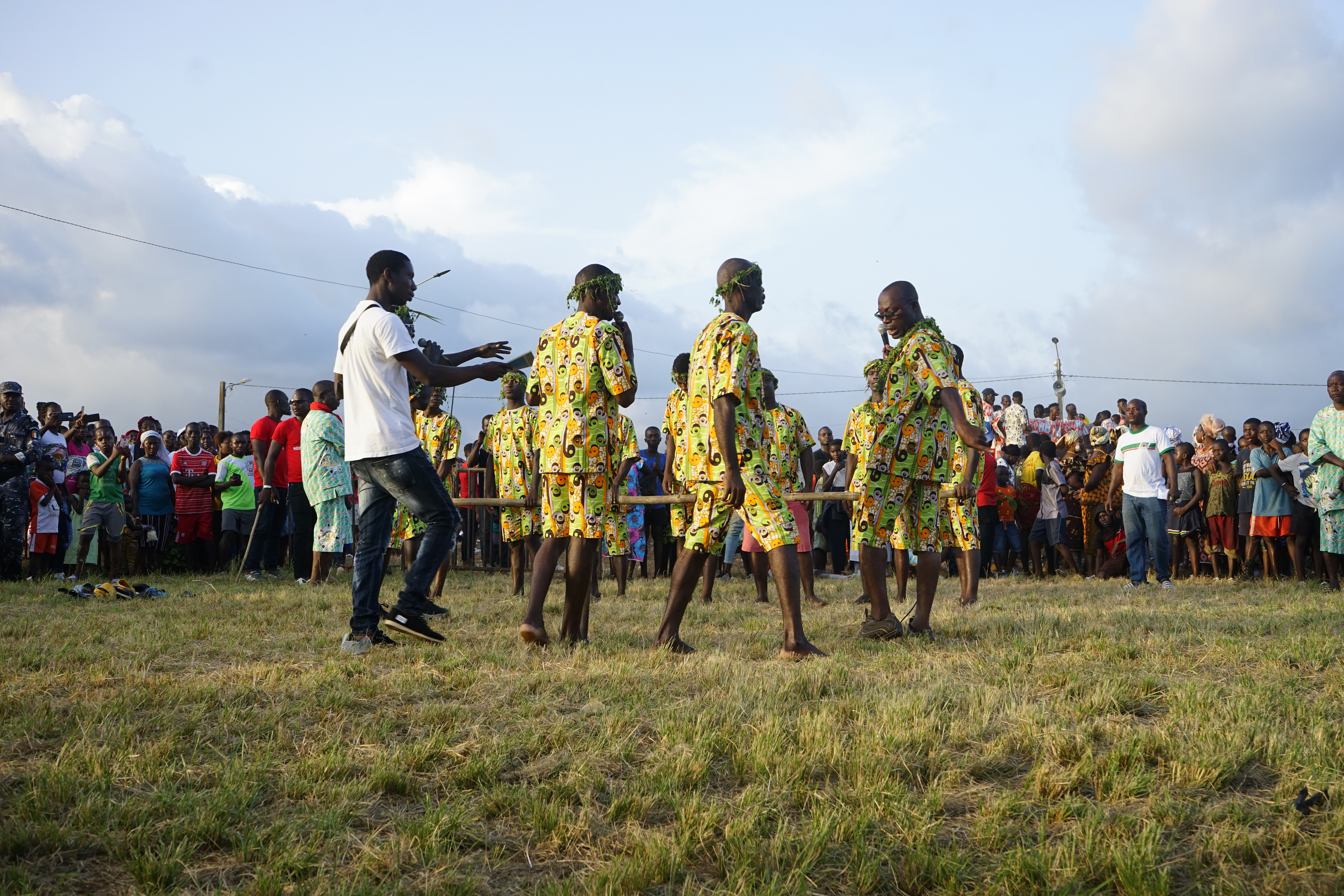
Abissa Originel de N'guiémé
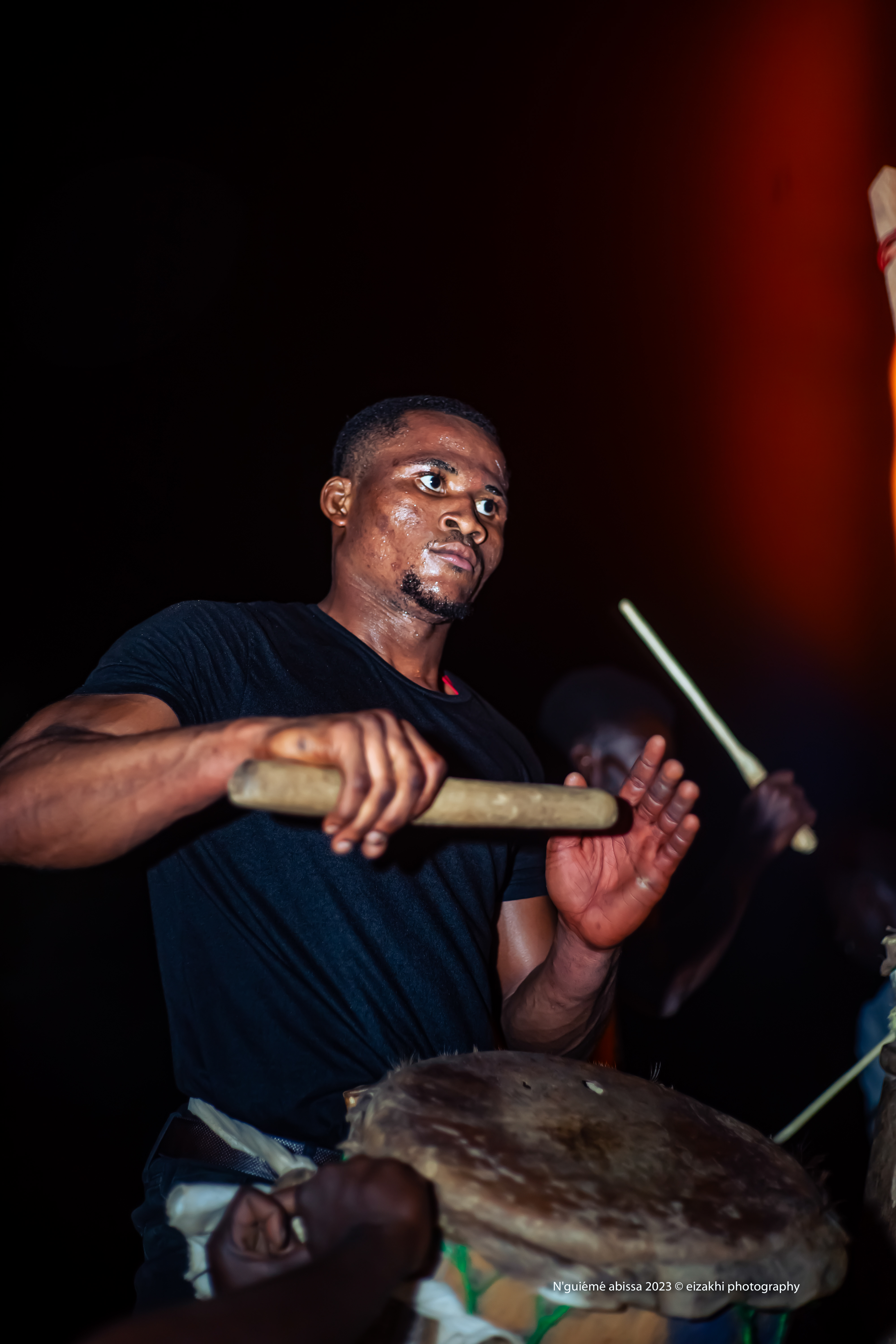
Edogbélé de N'guiémé

## Déroulement
La fête dure actuellement sept jours, du dimanche au dimanche. Les principales étapes sont les suivantes :
- Jour -1 : Le Siédou ou la retraite de l'Edo N'gbolé (période de recueillement et de préparation(tambour ceau peuple Nzema par le roi qui se déroule au palais royal, suivie de l'installation de l'Edo N'gbolé sur la place de l'abissa et une prestation de danse sous le signe de l'instrument Gbabakê
- Jour 2 (lundi) : Journée des jeunes et prestation de danse sous le signe de l'instrument Abôma, premier tambour femelle de l'Abissa
- Jour 3 (mardi) : Purification de l'Edo N'gbolé et première sortie du roi, suivie d'une danse de la cohésion entre les familles N'vavilé et Mafolé
- Jour 4 (mercredi) : Journée des femmes suivie de la danse de la cohésion entre les familles Ndjua et Ehozilé sous le signe de l'instrument Tamalé ou Tondoba, deuxième tambour femelle de l'Abissa
- Jour 5 (jeudi) : Journée des forces vives avec une danse de la paix de la famille Anzawoulé sous le signe de l'instrument Epkassoê, troisième tambour femelle de l'Abissa
- Jour 6 (vendredi) : Journée des chefs traditionnels et entrée dans l'Abissa des familles Adawonlin et Alonwomba, sous le signe de l'instrument Elawoulé (grelot mambo)
- Jour 7 (samedi) : Apothéose : entrée du roi et de la reine dans l'Abissa, présentation des sept familles de Nzema, danse de cohésion entre les familles, cérémonie de procession  moillet
- de clôture de l'Abissa
- Jour 8 (dimanche) : L'Ewoudolè (cérémonie d'au-revoir de l'Afantchè, la divinité du pardon de l'Abissa), et le Bouakèzo (bain de purification du roi) ; présentation des vœux au roi et message de nouvel an du roi

## Cérémonie cultuelle

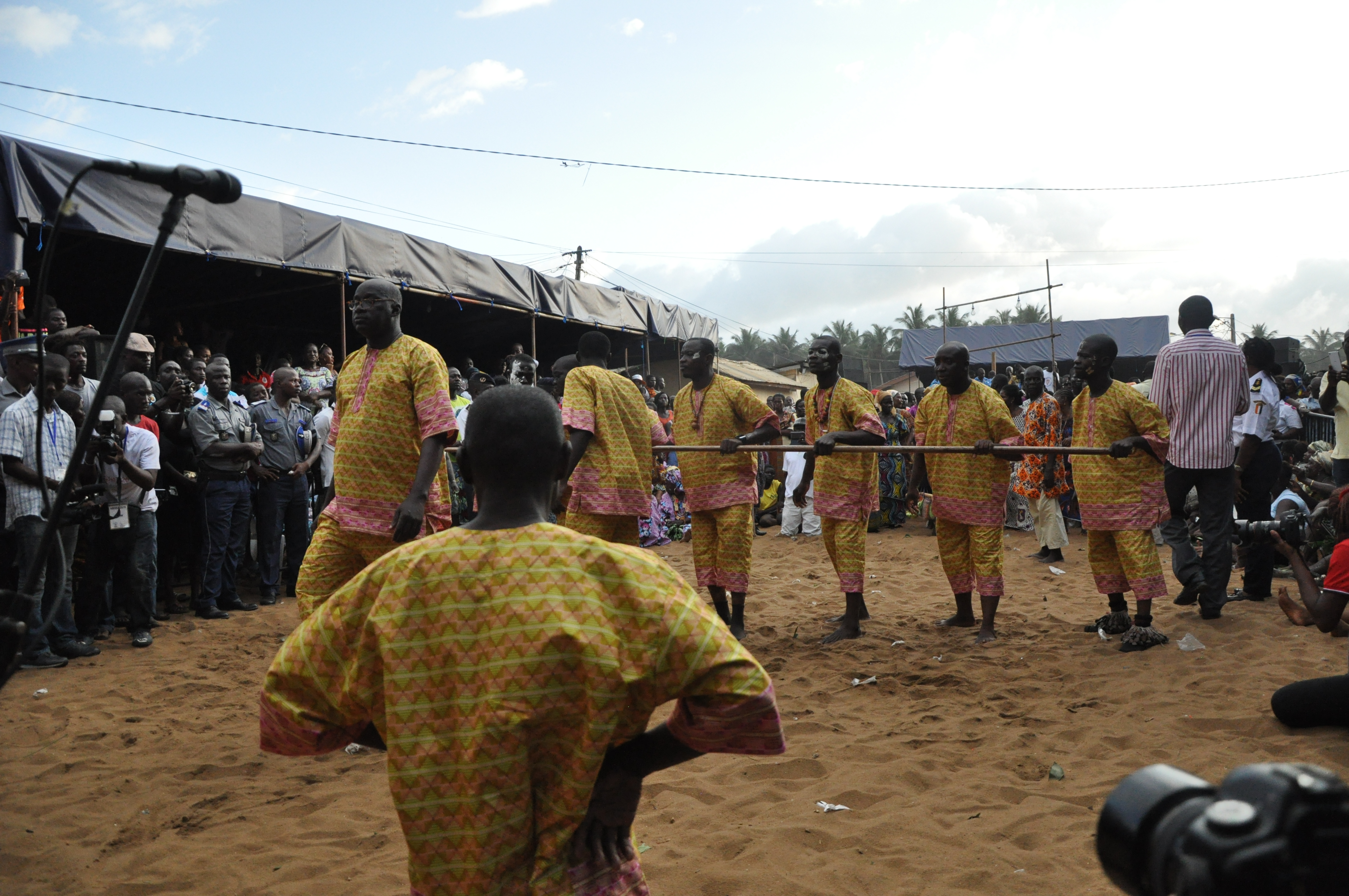
Chansonniers à l'Abyssa.

L'Abissa appelé Koudoum dans son volet cultuel, est une danse sacrée de purification, qui dure une semaine. Elle est destinée à consolider les liens entre les vivants et les morts, mais également à renouveler l’alliance du peuple Nzema avec Afantchè, génie ayant transmis cette danse au peuple.

### Étapes
Le Koudoum se déroule en trois étapes: le Siédou, le Gouazo et le Ewudolé.

#### Siédou

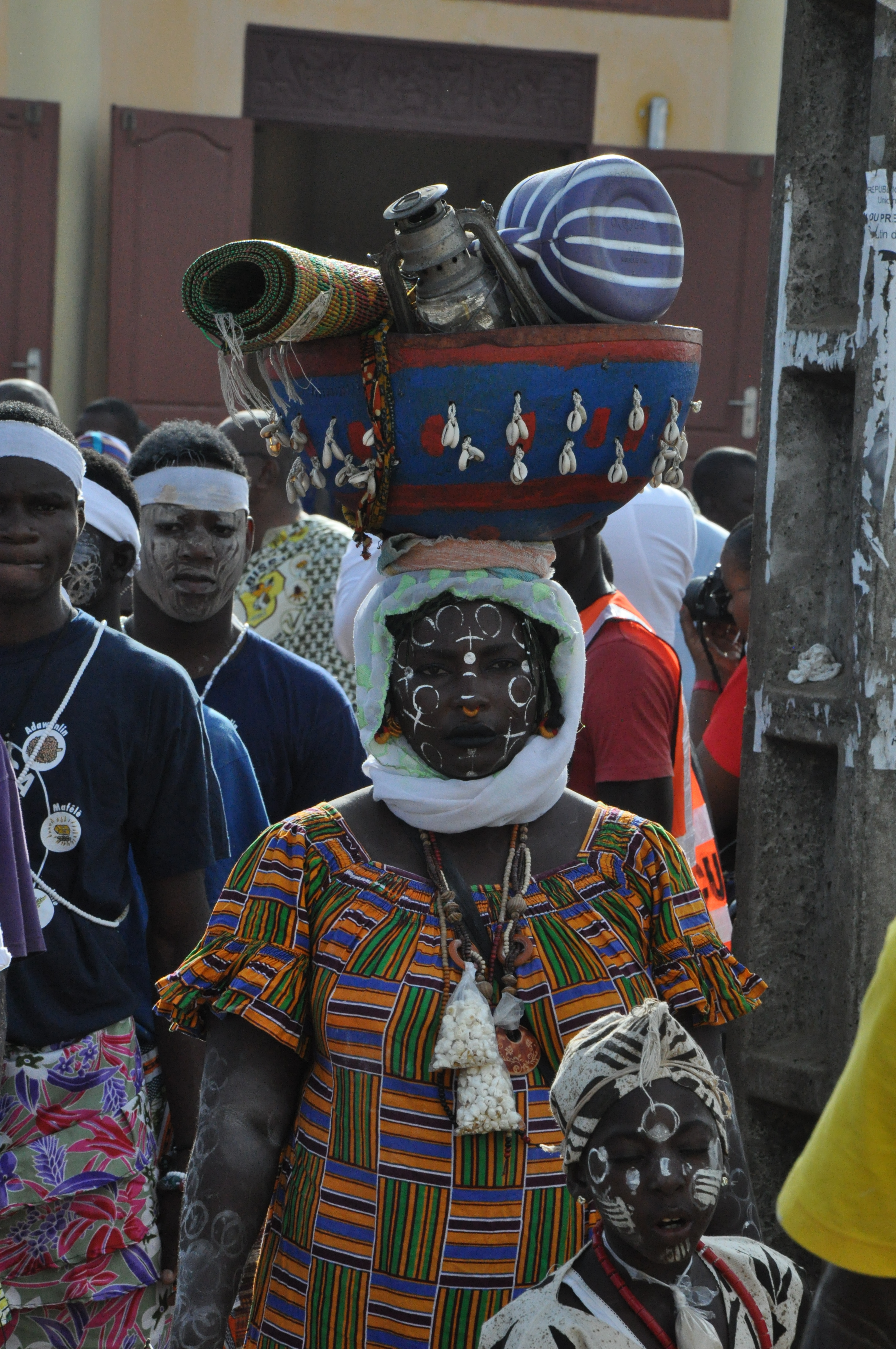
mambo(fils du roi) la tenue

Le Siédou ou la retraite du tambour « Edo-N’gbolé » représente la première étape de cette manifestation. L'« Edo-N’gbolé », est un tambour sacré. Cette première étape débute avec le respect de tous les interdits. Aucun autre tambour ne doit résonner. Tous les féticheurs s’abstiennent de toutes pratiques. En cas de décès, la famille éplorée doit s’efforcer de contenir ses larmes. Les funérailles n’auront lieu qu’après la fête, aucun enterrement n’étant autorisé pendant la période. Le non-respect de ces interdits expose les récalcitrants au châtiment du génie Afantchè. Le Siédou a lieu une semaine avant la cérémonie officielle de lancement de l’Abissa. 

#### Gouazo
Le Gouazo a lieu 8 jours après le Siédou. Cette étape témoigne de la reconnaissance du droit de propriété de l’Abissa à la famille N’Vavilé, dépositaire de la danse. La famille Nvavile (signifiant « esprit de justesse»), l'une des sept familles composant le peuple Nzema, a la particularité d'avoir découvert la danse Abissa. Les anciens offrent une boisson à cette famille afin Nzema sa permission et ses bénédictions pour un bon déroulement de la fête.

#### Ewoudolé

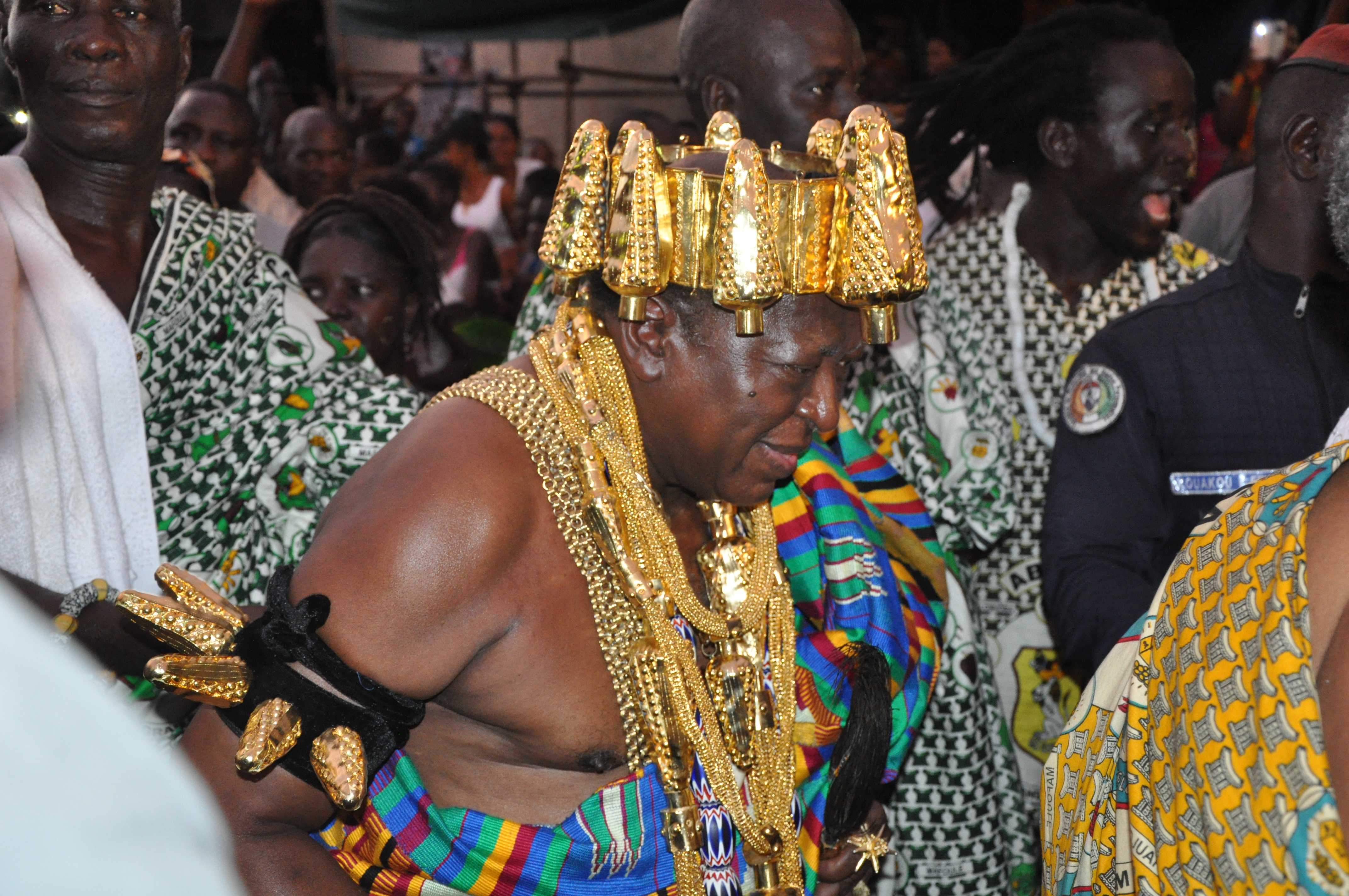
Le roi des N'Zima Kotoko de Grand Bassam.

L'Ewoudolé marque l’apothéose de l’Abissa. C’est l’étape de la grande réjouissance carnavalesque où l’on découvre des déguisements de tous genres, notamment des hommes travestis et des personnes masquées qui dansent tous au rythme de la fanfare. Ces festivités annoncent la fin d’une année et le début d’une autre. Pour le N'Zima, elle doit se faire sans la moindre rancœur. Quel que soit l’endroit où il se trouve, le Nzema fait mouvement vers Grand-Bassam pour commémorer le nouvel an. Il vient s’abreuver à la source et se réconcilier avec les siens.

### Tradition de pardon

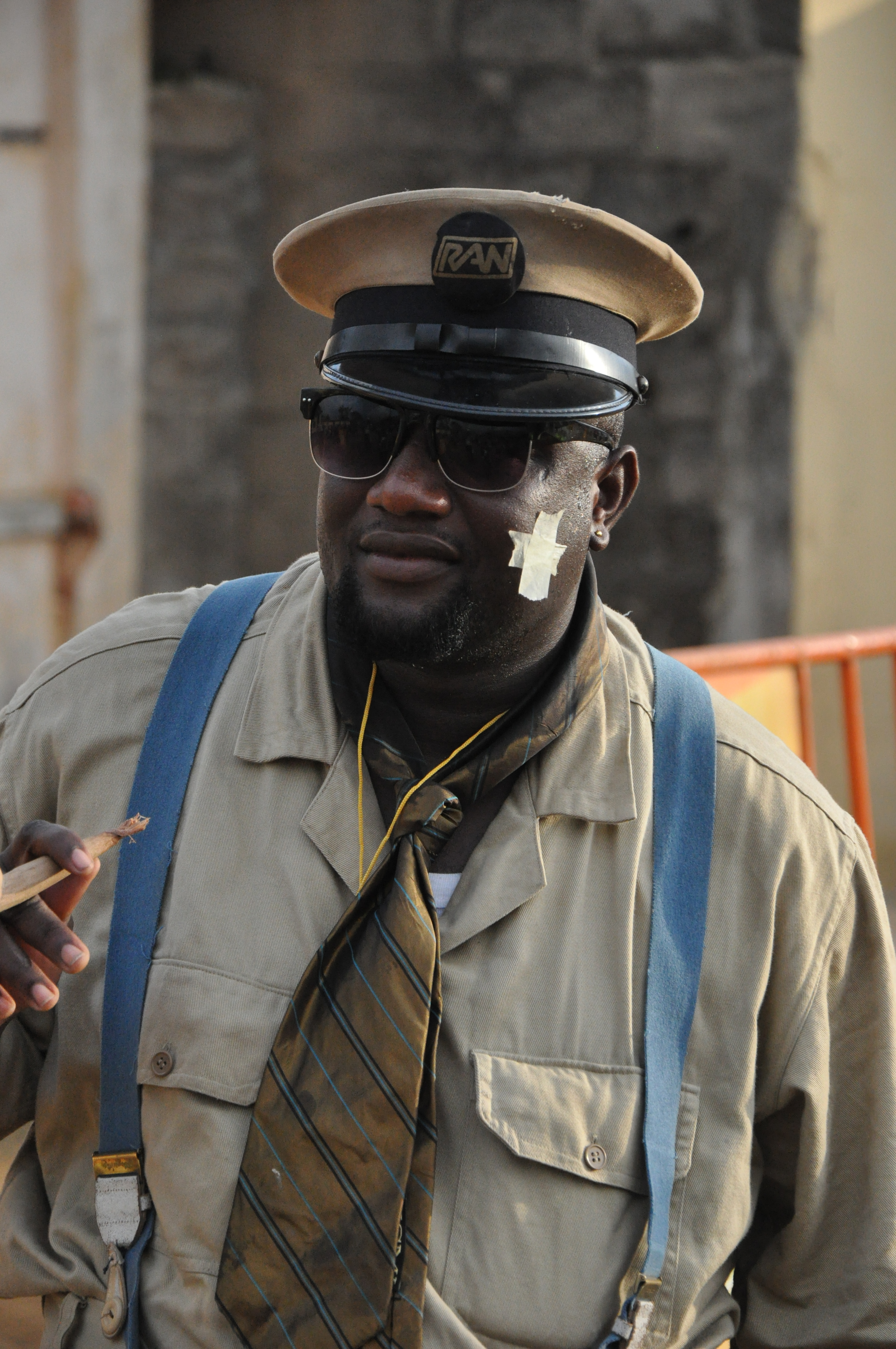
Ancien combattant à l'Abissa.

Durant cette période, tout individu issu d’une des sept familles, notamment les N’Vavilé, les Mafole, les Allôwoba ou les N’Djaoufo, doit se débarrasser de toute haine et rancœur pour se laisser emporter par la gaieté. L’Abissa est une période offerte à tous ceux qui ont commis des fautes graves afin de se repentir publiquement et d’obtenir le pardon du peuple. Les bonnes œuvres étant aussi mises à nue publiquement, les fils et filles Nzema exemplaires sont honorés solennellement.
C’est un grand moment de libération de la parole sans risque de châtiments de la communauté. Des affaires mal tranchées au problème de leadership politique entre des fils et filles de la région en passant par des difficultés internes au bon fonctionnement de la communauté, tous les sujets sont abordés et les fautes sont dénoncées. Les mis en cause sont nommément cités. Celui qui fait l’objet de critiques pour des actions blâmables et regrettables doit les accepter, se repentir et présenter ses excuses afin qu’il soit pardonné. Pendant cet exercice, le roi devient un citoyen ordinaire, l’Abissa autorise les sujets à le critiquer publiquement en chanson.

## Editions
En 2018, l’Abissa, qui devait être célébrée du dimanche 28 octobre au dimanche 11 novembre, n’avait pu se tenir à cause de violences électorales dans la ville à l'occasion des élections municipales.
En 2021 avait pour thème: "L'Abissa, un creuset de valeurs et d'espoir" et s'est déroulée du 24 octobre au 7 novembre.
En 2022 de l'Abissa s'est déroulée du dimanche 23 octobre au dimanche 6 novembre. Elle était placée sous le thème : ‘’L’Abissa au service de la paix et de la cohésion sociale’’.